# Søllerød Gold Diggers 2015
Questa voce raccoglie le informazioni riguardanti i Søllerød Gold Diggers nelle competizioni ufficiali della stagione 2015.

## Nationalligaen 2015

### Stagione regolare
| Nærum 18 aprile 2015, ore 14:00 2ª giornata | Søllerød Gold Diggers | 48 – 0 referto | AaB 89ers | Rundforbi Stadion |

| Herlev 2 maggio 2015, ore 14:00 4ª giornata | Herlev Rebels | 16 – 30 referto | Søllerød Gold Diggers | Kildegårdsskolen |

| Nærum 14 maggio 2015, ore 14:00 6ª giornata | Søllerød Gold Diggers | 0 – 35 referto | Copenhagen Towers | Rundforbi Stadion |

| Nærum 25 maggio 2015, ore 14:00 7ª giornata | Søllerød Gold Diggers | 28 – 13 referto | Amager Demons | Rundforbi Stadion |

| Nærum 31 maggio 2015, ore 14:00 8ª giornata | Søllerød Gold Diggers | 37 – 20 referto | Herlev Rebels | Rundforbi Stadion |

| Horsens 20 giugno 2015, ore 14:00 11ª giornata | Horsens Stallions | 6 – 54 referto | Søllerød Gold Diggers | Dagnæs Stadion |

| Aalborg 15 agosto 2015, ore 14:00 14ª giornata | AaB 89ers | 28 – 38 referto | Søllerød Gold Diggers | Aab´s anlæg |

| Gentofte 21 agosto 2015, ore 19:00 15ª giornata | Copenhagen Towers | 13 – 21 referto | Søllerød Gold Diggers | Gentofte Sportspark |

| Viby J 29 agosto 2015, ore 19:00 16ª giornata | Aarhus Tigers | 40 – 13 referto | Søllerød Gold Diggers | Bøgeskov Idrætsanlæg |

| Nærum 12 settembre 2015, ore 13:00 18ª giornata | Søllerød Gold Diggers | 16 – 21 referto | Triangle Razorbacks | Rundforbi Stadion |

### Playoff
| Nærum 26 settembre 2015, ore 14:00 Semifinale | Søllerød Gold Diggers | 3 – 0 referto | Copenhagen Towers | Rundforbi Stadion |

| Viborg 10 ottobre 2015, ore 16:00 Mermaid Bowl | Triangle Razorbacks | 21 – 17 referto | Søllerød Gold Diggers | Viborg Stadion |

## Statistiche di squadra
| Competizione      | %Vittorie | In casa | In casa | In casa | In casa | In casa | In casa | In trasferta | In trasferta | In trasferta | In trasferta | In trasferta | In trasferta | Totale | Totale | Totale | Totale | Totale | Totale |
| Competizione      | %Vittorie | G       | V       | N       | P       | Pf      | Ps      | G            | V            | N            | P            | Pf           | Ps           | G      | V      | N      | P      | Pf     | Ps     |
| ----------------- | --------- | ------- | ------- | ------- | ------- | ------- | ------- | ------------ | ------------ | ------------ | ------------ | ------------ | ------------ | ------ | ------ | ------ | ------ | ------ | ------ |
| Stagione regolare | .600      | 5       | 3       | 0       | 2       | 129     | 89      | 5            | 4            | 0            | 1            | 156          | 103          | 10     | 7      | 0      | 3      | 285    | 192    |
| Playoff           | .500      | 1       | 1       | 0       | 0       | 3       | 0       | 1            | 0            | 0            | 1            | 17           | 21           | 2      | 1      | 0      | 1      | 20     | 21     |
| Totale            | .667      | 6       | 4       | 0       | 2       | 132     | 89      | 6            | 4            | 0            | 2            | 173          | 124          | 12     | 8      | 0      | 4      | 305    | 223    |